# Кирил Буюклийски
Кирил Ценов Буюклийски е български художник карикатурист.

## Биография
Роден е през 1903 г. във Враца. През 1926 г. завършва Художествената академия в София при проф. Никола Маринов. Сътрудник на списанията „Червен смях“, „Хоро“, „Хоровод“, вестниците „Нашенец“ (1941 – 1944), „Вечерни новини“, „Труд“, „Отечествен фронт“, „Стършел“, „Народна култура“ и други.
Като карикатурист публикува от 1921 г. портретни шаржове и политически карикатури. Рисувал е в Прага, Букурещ, Белград. Организирал е и свои самостоятелни изложби в България.
Умира през 1968 г. в София.

## Памет
На Кирил Буюклийски е наречена улица в квартал „Витоша“ в София (Карта).
Личният му архив се съхранява във фонд 1333К в Централен държавен архив. Той се състои от 217 архивни единици от периода 1918 – 1971 г.

## Награди
- Юбилеен туристически медал „Алеко Константинов“ от Българския туристически съюз „за активна агитационно-пропагандна дейност за развитието на туризма“. (1965)[3]
- Значка „Природозащитник“ от републиканска комисия по защита на приподата при ЦК на БКП „за активна природозащитна дейност“. (1966)[4]